# Hank Worden

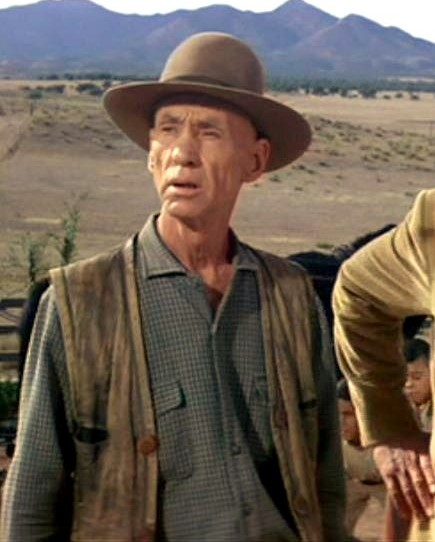
Hank Worden (1963)

Hank Worden (* 23. Juli 1901 in Rolfe, Iowa; † 6. Dezember 1992 in Los Angeles, Kalifornien), eigentlich Norton Earl Worden, war ein US-amerikanischer Rodeoreiter und Schauspieler. Er war eng mit dem Regisseur Howard Hawks befreundet und gehörte zum engeren Kreis der John-Ford-Stock-Company, war damit Freund und Intimus von John Ford und John Wayne.

## Leben
Hank Worden wuchs auf einer Rinderranch in Montana auf. Er erhielt in Stanford und der Universität von Nevada eine Ausbildung zum Ingenieur. Seit 1940 war er mit Ehefrau Louise verheiratet, die 1977 verstarb. Ihre Tochter Dawn Henry hatten sie als Erwachsene adoptiert.
Professionell wirkte Hank Worden zunächst als Rodeoreiter. Gemeinsam mit seinem Freund und Kollegen Tex Ritter, mit dem er im New Yorker Madison Square Garden aufgetreten war, kam er 1930 zum Showbusiness, als er bei der Broadway-Show Green Grow the Lilacs als Rinderbetreuer im Hintergrund agierte. Auch in Hollywood erfüllte er zunächst ähnliche Funktionen und spielte daneben in kleineren Nebenrollen, so zum Beispiel in dem Western Der Held der Prärie von Cecil B. DeMille, der sein Debütfilm war, allerdings erst später veröffentlicht wurde als einige kleinere Nachfolgeproduktionen, an denen er mitwirkte. Seitdem stand Worden regelmäßig vor der Kamera, zumeist in Westernproduktionen. Er mimte meist Cowboys, gelegentlich Trapper, manchmal Indianer, bisweilen auch den Typus des skurrilen Kauzes. Diese Rolle bekleidete er in einer seiner eindrucksvollsten Darbietungen als Mose Harper in dem Westernklassiker Der Schwarze Falke von John Ford. Worden war bei vielen Western seiner Freunde Ford, Hawks und Wayne beteiligt, daneben auch an weiteren Klassikern, wie zum Beispiel Duell in der Sonne von King Vidor oder Der Besessene von Marlon Brando.
Seit den 1950er Jahren war Hank Worden in bekannten und beliebten Fernsehserien zu sehen, vorzugsweise in Westernserien. So spielte er in The Lone Ranger, Daniel Boone und Bonanza. Bis kurz vor seinem Tod vor der Kamera stehend, wirkte er noch als Neunzigjähriger in der Rolle eines senilen Hotelkellners in David Lynchs Serie Twin Peaks mit. In Filmbesetzungslisten wird Hank Worden auch als Worden Norton, Heber Snow, Hank Warden oder Norton E. 'Hank' Worden bezeichnet.

## Filmografie (Auswahl)
- 1935: San Francisco im Goldfieber (Barbary Coast)
- 1936: Der Held der Prärie (The Plainsman)
- 1936: Nimm, was du kriegen kannst (Come and Get It)
- 1938: Mein Mann, der Cowboy (The Cowboy and the Lady)
- 1939: Ringo (Stagecoach)
- 1940: Wundervolles Weihnachten (Beyond Tomorrow)
- 1943: Jack London
- 1943: Mutige Frauen (So Proudly We Hail!)
- 1943: Harte Burschen – steile Zähne (A Lady Takes a Chance)
- 1945: Die Stierkämpfer (The Bullfighters)
- 1946: Duell in der Sonne (Duel in the Sun)
- 1947: Anklage: Mord (High Wall)
- 1947: Das Doppelleben des Herrn Mitty (The Secret Life of Walter Mitty)
- 1947: Endlos ist die Prärie (The Sea of Grass)
- 1948: Bis zum letzten Mann (Fort Apache)
- 1948: Spuren im Sand (3 Godfathers)
- 1948: Red River
- 1948: Tal der Leidenschaften (Tap Roots)
- 1948: Der Todesverächter (Whispering Smith)
- 1949: In letzter Sekunde (The Fighting Kentuckian)
- 1949: Die rote Schlucht (Red Canyon)
- 1949: Die Todesreiter von Laredo (Streets of Laredo)
- 1949: Kopfpreis 5000 Dollar (Hellfire)
- 1950: Revolverlady (Frenchie)
- 1950: Westlich St. Louis (Wagon Master)
- 1950: Ärger in Cactus Creek (Curtain Call in Cactus Creek)
- 1951: Der Mann in Schwarz (The Man with a Cloak)
- 1951: Ein Fremder kam nach Arizona (Sugarfoot)
- 1952: Tommy macht das Rennen (Boots Malone)
- 1952: Faustrecht in Minnesota (Woman of the North Country)
- 1955: Zwischen zwei Feuern (The Indian Fighter)
- 1956: Der Schwarze Falke (The Searchers)
- 1956: Flußpiraten (Davy Crockett and the River Pirates)
- 1957: Massaker (Dragoon Wells Massacre)
- 1957: Vierzig Gewehre (Forty Guns)
- 1958: Das Teufelsweib von Montana (Bullwhip)
- 1959: Der letzte Befehl (The Horse Soldiers)
- 1960: Alamo (The Alamo)
- 1960: Der schwarze Sergeant (Sergeant Rutledge)
- 1960–1966: Bonanza (Fernsehserie, 3 Folgen)
- 1962: Music Man (The Music Man)
- 1963: MacLintock (MacLintock!)
- 1965: Tod in Hollywood (The Loved One)
- 1967: Good Times
- 1969: Der Marshal (True Grit)
- 1970: Chisum
- 1970: Rio Lobo
- 1971: Big Jake
- 1971: Die tollkühne Hexe in ihrem fliegenden Bett (Bedknobs and Broomsticks)
- 1973: Geier kennen kein Erbarmen (Cahill, U.S. Marshal)
- 1977: Ein ausgekochtes Schlitzohr (Smokey and the Bandit)
- 1978: Der Mann aus San Fernando (Every Which Way But Loose)
- 1978: Zwei ganz verrückte Knastbrüder (They Went That-A-Way & That-A-Way)
- 1980: Bronco Billy
- 1983: Kampf um Yellow Rose (The Yellow Rose) (Fernsehserie, 1 Folge)
- 1984: Krieg der Eispiraten (The Ice Pirates)
- 1985: Proxima Centauri 3 – Revolte im All (Space Rage)
- 1985: Runaway Train
- 1988: Die glorreichen Neun (Once Upon a Texas Train) (Fernsehfilm)
- 1990: Beinahe ein Engel (Almost An Angel)
- 1990–1991: Twin Peaks (Fernsehserie, 4 Folgen)